# La Grande Patience
Pour les articles homonymes, voir Grande patience.
La Grande Patience est le titre d'une série romanesque en quatre volumes que l'écrivain Bernard Clavel écrivit de 1962 à 1968, qui se déroule essentiellement en Franche-Comté mais aussi dans le sud-ouest. Il commence un peu avant la seconde guerre mondiale et couvre toute la période de la guerre jusqu'à la Libération et la mort du père.
Cette épopée comprend les ouvrages suivants : 
- Volume I : La Maison des autres (1962)
- Volume II : Celui qui voulait voir la mer (1963)
- Volume III : Le Cœur des vivants (1964)
- Volume IV : Les Fruits de l'hiver (prix Goncourt 1968)

« Lorsqu'on me demande d'évoquer le Jura, ce n'est jamais à un département que je pense, mais d'abord à une palette — ces monts d'un bleu inimitable sur quoi pèse un ciel souvent très dense, aux nuances d'une infinie richesse. Le Jura c'est cela. Cela, et puis les hommes. »

Bernard Clavel - Préface à La Grande Patience - Éditions Omnibus

## Présentation générale

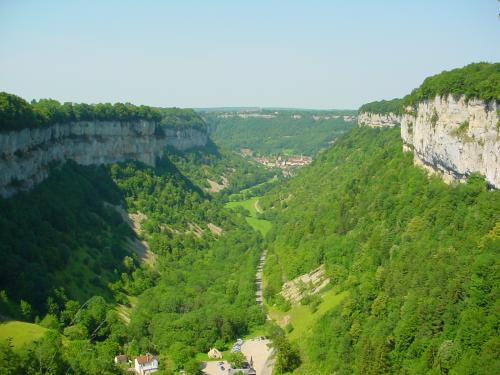
Le Jura, cirque de Beaume

- La Maison des autres est l'histoire de Julien Dubois qui, à quatorze ans, quitte sa ville natale de Lons-le-Saunier pour partir à Dole en apprentissage chez les Petiot qui tiennent une pâtisserie. Ses parents sont maintenant à la retraite, le père regrette son métier de boulanger et peine dans son jardin pour gagner un peu d'argent.

En 1937, les lois sociales n'ont pas encore investi le domaine du petit commerce et les apprentis souffrent en général de cette situation. Pourtant, Julien ne se plaint guère, le métier lui plaît, il se sent bien dans les odeurs du fournil, la joie d'être avec André qui lui apprend que Petiot ne sait pas faire, jusqu'à de véritables chefs-d'œuvre qu'André bichonne pour les fêtes, cette espèce d'amitié de grand frère qui les unit. Julien aime aussi les livraisons qu'il fait avec un vieux vélo, le panier sur la tête, la sensation de liberté qu'il éprouve, les premiers émois avec Hélène, la solidarité ouvrière aussi qu'il va être amené à découvrir peu à peu.
Il connaît malgré tout une vie rendue très difficile par son patron dont on dirait qu'il s'acharne sur ce gamin sans défenses mais qui va finir par trouver les ressources nécessaires pour résister et acquérir une maturité précoce faite de l'expérience vécue pendant son apprentissage.  À seize ans, il va retourner chez ses parents à Lons-le-Saunier, prêt à affronter la vie mais cette expérience loin de la maison familiale, l'a aussi éloigné de ses parents.
- Celui qui voulait voir la mer est le début de la seconde guerre mondiale ou plutôt l'épisode de la drôle de guerre ce 1er octobre 1939. Dans leur petite maison de Lons-le-Saunier, la mère Dubois attend son fils Julien. Elle est rassurée, il est revenu de Dole où il a fini son apprentissage et travaillera désormais à Lons, il pourra rentrer tous les soirs à la maison, elle l'aura pour elle.

C'était sans compter sur les événements extérieurs qui viennent bouleverser leur vie, l'invasion du pays au mois de mai 1940, le flot des réfugiés qui s'engouffrent dans la ville et filent ensuite vers Lyon, vers le sud, le plus au sud possible.  Et Julien aussi s'apprête à partir sur ces routes encombrées avec les jeunes gens de son âge.
Pour ses parents, va commencer l'anxiété, la longue attente des jours sans nouvelles, les espoirs vite déçus et les nuits blanches. L'angoisse d'une mère qui clame sa douleur, celle d'un père qui la tait, la question lancinante, « s'il ne revenait pas ? » Quel fils insouciant il est, qui n'a qu'un désir : voir la mer. Combien sont-ils ceux à qui il arrive on ne sait quoi, qui ne reviendront pas ?
Alors, jour après jour, cette mère exemplaire et possessive tente d'exorciser la fuite du temps et de faire pour s'éviter de penser : s'occuper des fuyards, des soldats paumés pour s'occuper l'esprit…

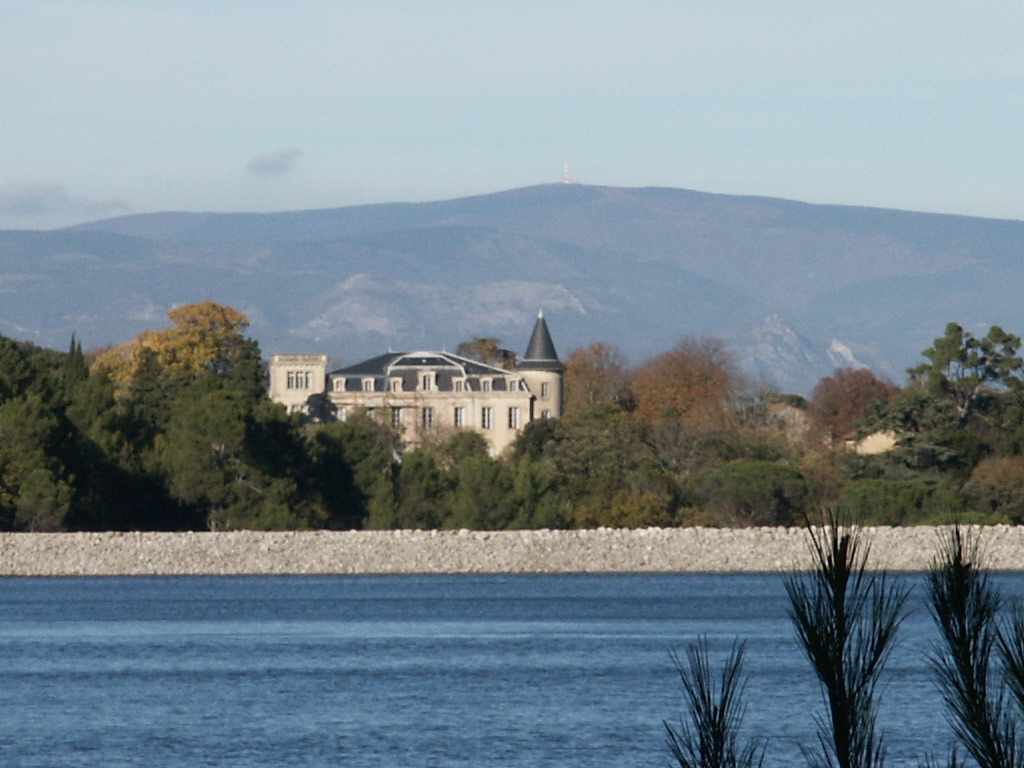
La Montagne Noire

- Dans ce troisième tome, Le Cœur de vivants, Julien Dubois va tomber amoureux, une histoire d'amour qui va le marquer très profondément. L'histoire se déroule pendant cette période curieuse qu'on a appelée la drôle de guerre de la déclaration de guerre dans l'automne 1939 jusqu'à la grande offensive de l'armée allemande en mai 1940. Comme beaucoup de jeunes Français, Julien se pose la question : que faut-il faire, résister, partir, rester ? Lui, décide de partir, rester c'est accepter, et de rejoindre la Résistance dans un maquis du côté de Castres où il est cantonné, alors qu'il s'était engagé dans l'armée de la Zone Sud.

Mais les termes de l'alternative sont cornéliens : s'il part, il s'éloigne, il la perd, c'est la preuve que cet amour ne résiste pas aux aléas de l'existence. Son expérience de la guerre est très difficile dans ce pays en proie au chaos mais il va aussi rencontrer une grande amitié, un copain capable d'affronter avec lui les faces à faces avec la mort et l'amour.
- Après ces années de guerre si difficiles qui s'achèvent enfin, ce dernier volume Les Fruits de l'hiver est centré sur les parents de Julien qui vont disparaître l'un après l'autre assez rapidement. Sans nouvelles de leur fils, toujours avec le maquis, ils rongent leur frein et s'aigrissent peu à peu dans leur petite vie quotidienne centrée sur la maison et le jardin, assez indifférents au drame qui les entoure et en particulier la sanglante bataille pour le contrôle de Lons-le-Saunier.

Quand Julien revient enfin à la maison à la Libération, c'est accompagné d'une jeune femme et de l'enfant qu'elle attend. C'est trop tard pour eux, les espoirs de la période de paix qui s'annonce, il ne les connaîtront pas, ils partiront avant de connaître cette époque et l'enfant de cette nouvelle génération.